# Mont Azami
Le mont Azami (薊岳, Azamidake) est une montagne culminant à 1 406 m d'altitude dans les monts Daikō, à la limite des villages de Higashiyoshino et Kawakami, dans la préfecture de Nara au Japon.